# Rau đắng bông
Rau đắng bông (danh pháp khoa học: Bacopa floribunda) là một loài thực vật có hoa trong họ Mã đề. Loài này được (R.Br.) Wettst. mô tả khoa học đầu tiên năm 1891.